# Brachymystax
Brachymystax ist eine Gattung der Knochenfische aus der Familie der Lachsfische (Salmonidae). Die Arten bewohnen Seen und Flüsse in der Mongolei, Kasachstan, einem großen Teil Sibiriens, dem nördlichen China und Korea.

## Arten
Die Gattung umfasst drei allgemein anerkannte Arten:
- Lenok (Brachymystax lenok) Pallas, 1773[3]
- Brachymystax savinovi Mitrofanov, 1959
- Brachymystax tumensis T. Mori, 1930[3]

Eine vierte Art, Brachymystax tsinlingensis (S. C. Li, 1966), wurde im Jahr 2015 erneut als eigenständige Art beschrieben.
Früher wurde nur B. lenok als eigenständige Art angesehen. Aufgrund von morphologischen und genetischen Unterschieden wurde B. tumensis als eigene Art klassifiziert. Zwischen den beiden Arten kommt es jedoch zur Hybridisierung. Die Eigenständigkeit von B. savinovi ist fragwürdig, oft wird die Bezeichnung als Synonym zu B. lenok angesehen.

## Merkmale
Das Maul der Vertreter dieser Gattung ist entweder spitz (B. lenok) oder stumpf (B. tumensis) zulaufend. Der vergleichsweise runde Körper ist dunkelbraun gesprenkelt. Die Bauchflossen sind für gewöhnlich rötlich, die Brustflossen gelblich gefärbt. Maximalgewichte von bis zu 15 kg und Längen von 1,05 m können erreicht werden.

## Lebensraum und Verbreitung
Die Lebensräume dieser Fische sind vorwiegend die kälteren, stromaufwärts liegenden Flussabschnitte, sie kommen aber auch in Seen, wie dem Baikalsee vor.
Die nach der heutigen Auffassung als B. lenok beschriebene Art ist im zentralen und östlichen Russland weit verbreitet. Ebenso kommt sie in der nördlichen Mongolei, lokal auch im Einzugsgebiet des Irtysh in Kasachstan und des Amur im nordöstlichen China vor. Im Pleistozän waren Lenoks in Korea im Inland eingeschlossen.
B. tumensis ist in Russland in weiten Teilen des Südostens und lokal im Nordosten und Zentrum des Landes sowie dem Nordosten der Mongolei (Amur) und dem Norden von China und Korea verbreitet. Auch wenn beide Arten im Allgemeinen unterschiedliche Lebensräume bewohnen, gibt es Regionen wie das Einzugsgebiet des Amurs, in denen sich ihr Lebensraum überlappt.
Die erneut beschriebene Art B. tsinlingensis lebt endemisch in den Flussgebieten des Gelben Flusses und des Jangtsekiangs in den Bergen des Qin Ling-Gebirgszuges in China.

## Erhaltungszustand
Obwohl weit verbreitet, sind Lenoks in Südkorea durch Abholzungen vom Aussterben bedroht. Ebenso sind die Populationen in China zurückgegangen.